# غليزا 581e
غلييزا 581 إي (بالإنجليزية: Gliese 581 e، تلفظ /ˈɡli:zəˈ/)‏ أو Gl 581 e هو الكوكب الرابع خارج المجموعة ويتبع نجم غلييزا 581 (قزم أحمر) ويبعد حوالي 20.5 سنة ضوئية عن الأرض.
اكتشف الكوكب في 21 أبريل 2009 على يد مايكل مايور.